# Бурлака Олег Анатолійович
Оле́г Анато́лійович Бурла́ка (нар. 5 липня 1972 — 15 лютого 2015) — сержант Збройних сил України.

## Життєвий шлях
Народився у місті Донецьку, згодом родина переїхала у селище Олександрівка Мар'їнського району, де закінчив середню школу. 1989 року призваний на строкову військову службу до лав РА, проходив у навчальній танковій дивізії в селищі Десна Козелецького району. 1991 року вступив до Донецького вищого військово-політичного училища, однак 1993-го подав рапорт про відрахування з навчання та звільнення в запас.
Протягом 1993—1995 років навчався у Донецькому відкритому університеті, з 1996 по 2005-й працював на одній із шахт Донеччини. 2006 року відкрив власну невелику справу по виробництву меблів.
Через захоплення терористами Донецька, де Олег мав невелике підприємство, вивіз сім'ю до Чернігова, сам у березні 2014-го пішов добровольцем. Боєць батальйону оперативного призначення Нацгвардії «Донбас», 14 вересня уклав контракт про проходження служби у військовому резерві НГУ, командир відділення.
15 лютого 2015-го бійці роти батальйону, котра перед тим була перекинута до околиць Маріуполя, пересувались з провідником та вийшли на блокпост терористів поблизу села Широкине, відбулось бойове зіткнення. Олег, незважаючи на поранення, доставив боєкомплект на передову та відволікаючим маневром дав можливість побратимам відійти. Помер від втрати крові, тоді ж загинули Євген Тельнов та Олег Шабельний. В ході бою було ліквідовано 2 засідки терористів. Тіла загиблих в бою бійців опинилися на окупованій території, тож про загибель Олега стало відомо пізніше.
20 лютого Олега Бурлака провели в останню путь у Чернігові.
Лишилися дружина та двоє неповнолітніх дітей.

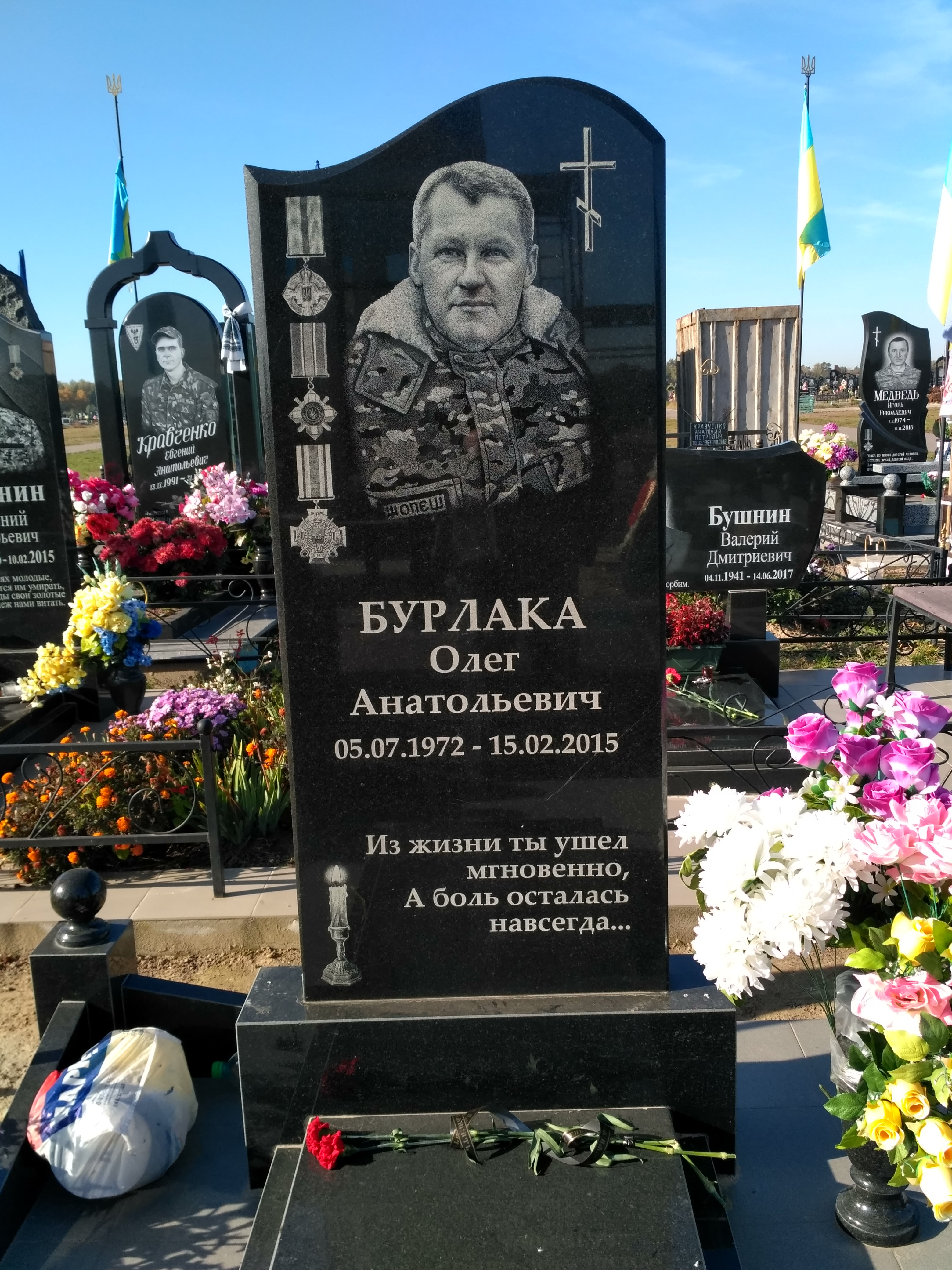
Могила Олега Бурлака. Кладовище Яцево. Жовтень 2018

## Нагороди та вшанування
- Указом Президента України № 270/2015 від 15 травня 2015 року — орденом «За мужність» III ступеня (посмертно)[1]
- відзнакою «За оборону Маріуполя» (посмертно)